# الجنس عند النبات

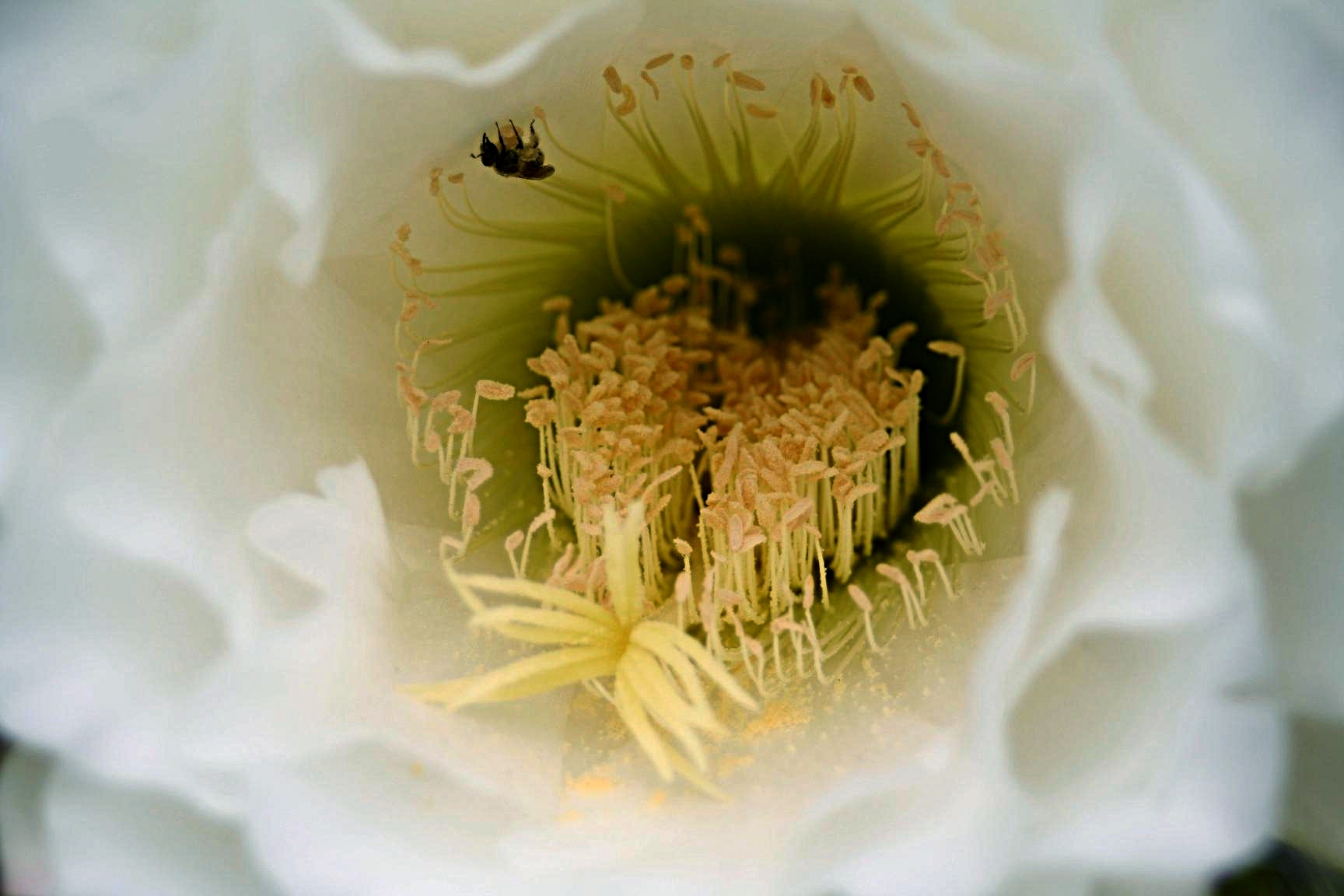
صورة عن قرب لزهرة صبار الزينة (Echinopsis spachiana) يظهر فيها كل من الأخبية (carpel) (الأقلام (styles) والمياسم (stigmas) فقط هي التي تظهر في الصورة) والأسدية (stamens)، مما يجعلها زهرة مثالية.

يشمل مصطلح الجنس عند النبات مجموعة كبيرة ومتنوعة من أنظمة التكاثر الجنسي الموجودة عبر مملكة النبات. ويتناول هذا المقال بالوصف الجوانب الشكلية للتكاثر الجنسي للنباتات.
ومن بين جميع الكائنات الحية، تعد الأزهار، وهي الوحدات المسؤولة عن التكاثر لدى كاسيات البذور (angiosperms)، الأكثر تنوعًا من الناحية الفيزيائية وتبدي أكبر قدر من التنوع في طرق التكاثر بين جميع الأنظمة البيولوجية.
وقد طرح كارولوس لينيوس (Carolus Linnaeus) (في عامي 1735 و1753) نظامًا لتصنيف النباتات كاسيات البذور بناءً على بنى النباتات؛ ونظرًا لأن النباتات تستخدم العديد من التكييفات الشكلية التي تتضمن التكاثر الجنسي، فإن الأزهار لعبت دورًا مهمًا في نظام التصنيف هذا. وفي وقت لاحق، درس كريستيان كونراد سبرينجيل (Christian Konrad Sprengel) (1793) الجنس عند النبات وأطلق عليه «سر الطبيعة المكتشف» ولأول مرة تم إدراك أن عملية التأبير تتضمن كلاً من التفاعلات الأحيائية واللاأحيائية. (استفادت نظريات تشارلز داروين المتعلقة بـالاصطفاء الطبيعي من هذا العمل لتحسين فكرته عن التطور). أما النباتات التي لا تندرج ضمن كاسيات البذور (الطحالب الخضراء والحزازيات ونباتات حشيشة الكبد (liverwort) وهورنوورت والسراخس وعاريات البذور مثل المخروطيات) فتمر أيضًا بتفاعلات معقدة بين التكيف الشكلي والعوامل البيئية أثناء تكاثرها الجنسي. ويعتبر نظام التكاثر، أو الكيفية التي يقوم بها حيوان منوي من نبات ما بتخصيب بويضة من نبات آخر، هو العامل المحدد الوحيد والأهم لمنظومة التزاوج لمجتمعات النباتات غير النسيلية. وتتحكم منظومة التزاوج أو شكل الأجزاء المزهرة وترتيبها في النبات بدورها في كمية وتوزيع التنوع الجيني، وهذا عنصر جوهري في عملية التطور.
تحدث في النبات عملية الإخصاب المزدوج، حيث تحدث هذه العملية في مبيض زهرة النبات بعد التلقيح عندما تندمج إحدى النواتين الذكريَّتين مع نواة خلية البيضة (المشيج الأنثوي) مكونة اللاقحة التي تنمو وتنقسم وتكون الجنين. بينما تندمج النواة الذكرية الأخرى مع النواتين القطبيَّتين في عملية تسمى الاندماج الثلاثي، وتكوّن نواة الإندوسبيرم وتنقسم معطية نسيج الإندوسبيرم الذي يغذي الجنين في مراحل تكوينه.

## أنواع
يوجد هذا النوع من التكاثر لدى النباتات المزهرة وعاريات البذور، ويسفر عادة عن تكوين بذرة. تقوم النباتات البذرية بتكوين بذورها ضمن ثمرة حقيقية. بالتالي فهي تحمل الأعضاء التكاثرية في الزهرة. يحتوي المتاع على البويضة التي ستعطي بدورها الثمرة بعد حدوث التلقيح واندماج واحدة من حبوب اللقاح معها.
إذا كانت الخلية النباتية تحتوي على (2n) من الصبغيات:
- تحتوي البويضة على (n) من الصبغيات،
- وتحتوي حبة واحدة من حبوب اللقاح على عدد (n) من الصبغيات،

وعند التلقيح تندمج المحتويات التكاثرية في البويضة وحبة اللقاح وتصبح الخلية المتكونة كاملة بعدد (2n) من الصبغيات (كروموزومات) وتسمى عندئذ خلية مخصبة.
والتأبير (التخصيب) في النبات نوعان:
- تأبير ذاتي يحدث في الزهرة أي أن تكتسب البويضة حبة من حبوب اللقاح من نفس الزهرة، يسمى النبات في هذه الحال خُنْثَى.[3]
- تأبير خلطي يتم فيه تلقيح البويضة بحبة من حبوب لقاح نبات آخر من نفس النوع. تنتقل حبوب اللقاح من زهرة إلى زهرة إما عن طريق الريح أو بواسطة النحل، حيث تتعلق حبوب اللقاح بجسم النحلة عندما تنتقل من زهرة إلى أخرى.

## وصلات خارجية
- Images of sexual systems in flowering plants at bioimages.vanderbilt.edu